# دون أوينز
دون أوينز (بالإنجليزية: Don Owens)‏ هو لاعب كرة قدم أمريكية أمريكي، ولد في 3 أبريل 1932 في سانت لويس في الولايات المتحدة، وتوفي في 17 أغسطس 1997 في جفرسون سيتي في الولايات المتحدة.

## وصلات خارجية
- دون أوينز على موقع مرجع كرة القدم المحترفة.كوم (الإنجليزية)